# Айхингер, Ильзе
Ильзе Айхингер (нем. Ilse Aichinger; 1 ноября 1921, Вена — 11 ноября 2016, там же) — австрийская писательница, известная своими произведениями о преследованиях евреев нацистами, основанными на автобиографических сведениях.

## Биография
Родилась в семье учителя-католика, её мать, работавшая врачом, была еврейкой. Так как семья матери была ассимилированной, дети первоначально воспитывались католиками. Родители вскоре развелись, и Ильзе с сестрой-близнецом остались с матерью. Детство провела в Линце и Вене, где её семья подвергалась преследованиям с 1933 года. В 1945 году начала изучать медицину, одновременно занявшись писательской деятельностью. Первый роман Великая надежда (в английском переводе «Дети Ирода»), был опубликован в 1948 году.
В 1953 году она вышла замуж за поэта Гюнтера Айха. Её сестра-близнец Хельга — также стала литератором (её дочь — британская художница Рут Рикс, род. 1942).

## Награды
В 1955 году получила Иммермановскую премию города Дюссельдорфа и литературную премию города Бремена (совместно с Гербертом Майером). В 1956 году стала членом Берлинской академии художеств. В 1963 году переехала в пригород Зальцбурга. В 1971 году была удостоена премии Нелли Закс, в 1982 — премии Петрарки, а позже ещё целого ряда авторитетных литературных премий от германских и австрийских академий.